# Farewell to Thee
Farewell to Thee è un cortometraggio muto del 1915. Il nome del regista non viene riportato nei titoli. Tra gli interpreti, Erich von Stroheim al suo quinto film da attore.

## Produzione
Il film fu prodotto dalla Reliance Film Company.

## Distribuzione
Distribuito dalla Mutual Film, il film - un cortometraggio in una bobina - uscì nelle sale cinematografiche USA il 23 agosto 1915.